# Chamaedaphne calyculata

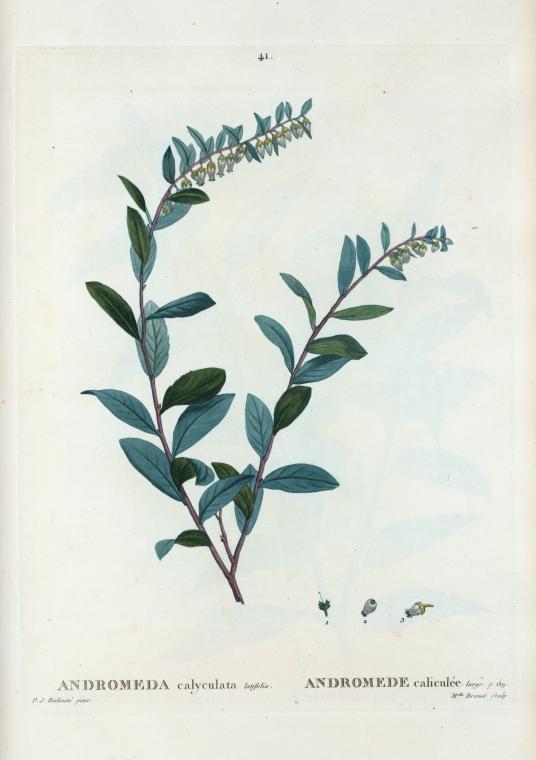
Ilustración

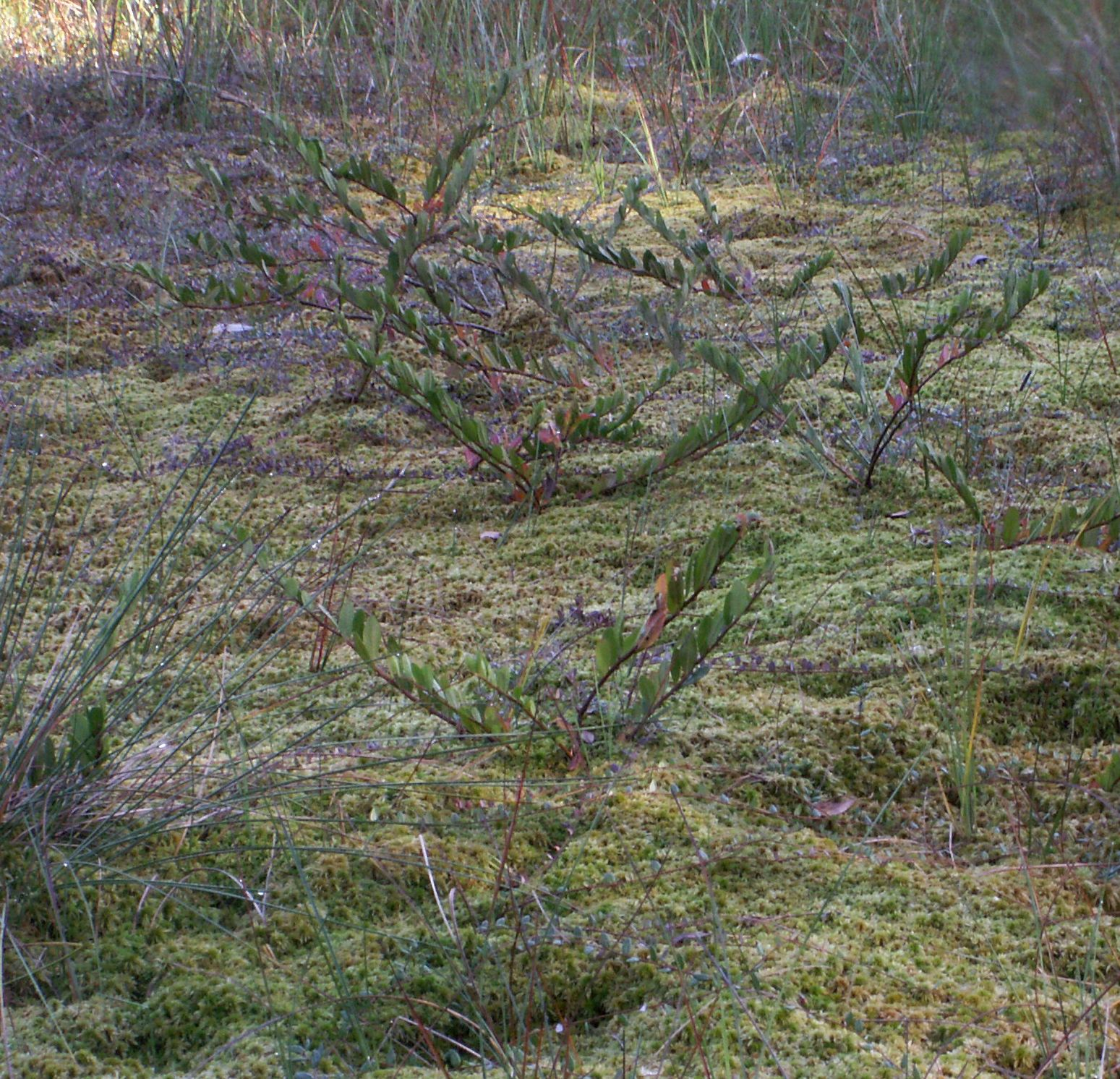
Vista de la planta

Chamaedaphne es un género monotípico de arbustos pertenecientes a la familia Ericaceae. Su única especie: Chamaedaphne calyculata, tiene una amplia distribución en las regiones templadas y frías del hemisferio norte.

## Descripción
Estos arbustos alcanzan una altura de 1.5 metros. Las hojas son perennes, alternas, elípticas u oblongas de 3-4 cm de longitud, y enteras o con márgenes serrados. Las flores son pequeñas, blancas y acampanadas, se agrupan en panículas de 12 cm de longitud. El arbusto forma grandes colonias.

## Taxonomía
Chamaedaphne calyculata fue descrito por (L.) Conrad Moench y publicado en Methodus Plantas Horti Botanici et Agri Marburgensis : a staminum situ describendi 457. 1794.
Variedades aceptadas
- Chamaedaphne calyculata var. angustifolia (Aiton) Rehder
- Chamaedaphne calyculata var. latifolia (Aiton) Fernald
- Chamaedaphne calyculata var. nana (Lodd.) Rehder

Sinonimia
- Andromeda angustifolia Pursh
- Andromeda calyculata L.
- Andromeda calyculata var. anomala Vent.
- Andromeda calyculata var. ventricosa Aiton
- Andromeda crispa Poir.
- Cassandra angustifolia D.Don
- Cassandra angustifolia G.Don
- Cassandra angustifolia var. anomala (Vent.) DC.
- Cassandra calyculata (L.) D.Don
- Cassandra calyculata var. angustifolia (Aiton) A.Gray
- Cassandra calyculata var. latifolia (Aiton) F.Seym.
- Cassandra calyculata var. nana (Lodd.) Bean
- Chamaedaphne crispa Spach
- Exolepta calyculata Raf.
- Hydragonum calyculatum Kuntze
- Lyonia calyculata Rchb.[3]